# Recht auf digitale Unversehrtheit
Als digitale Unversehrtheit, auch bekannt als digitale Integrität, wird die ungestörte Existenz der Person in der digitalen Welt bezeichnet. Digitale Unversehrtheit ist ein Teil der körperlichen Unversehrtheit, gleichwertig neben der physischen und psychischen Unversehrtheit des Menschen. Gegenwärtig werden unter dem Recht auf körperliche Unversehrtheit im deutschen Grundgesetz und in der EU-Charta für Menschenrechte sowohl die physische als auch die psychische Gesundheit eines Menschen geschützt, nicht jedoch die digitale Unversehrtheit.

## Begrifflichkeit
Die digitale Unversehrtheit versteht sich analog zur körperlichen Unversehrtheit als ein grundlegendes Persönlichkeitsrecht. Sie umfasst sowohl die Privatsphäre als auch die digitale Identität. Eine wesentliche Rolle spielt hierbei der digitale Fußabdruck, den eine Person hinterlässt, also Daten, die über eine Person in digitaler Form vorliegen und beispielsweise durch Unternehmen verfügbar gemacht werden. Dieser kann massive Auswirkungen auf die persönliche Freiheit des Einzelnen haben sowie zu negativen physischen und psychischen Konsequenzen führen. Das Recht auf Vergessenwerden ist hier als Teilantwort zu verstehen.
Die genauen Anforderungen zur Aufrechterhaltung der digitalen Unversehrtheit können sich dabei mit wechselndem Kontext stark wandeln. Wichtigster Mechanismus zum Erreichen dieses Ziels ist jedoch die informative Selbstbestimmung. Die digitale Unversehrtheit wird analog der körperlichen Unversehrtheit als ein grundlegendes Persönlichkeitsrecht betrachtet. Sie umfasst sowohl die Privatsphäre als auch die digitale Identität.

## Grundsatz
Jeder Mensch hat das Recht auf seelische und körperliche Unversehrtheit. Mit der digitalen Revolution ist auch der Begriff des digitalen Lebens entstanden. „Wenn der Mensch eine digitale Existenz hat, gibt es Grund zur Annahme, dass sich seine Unversehrtheit auch auf diese [digitale] Dimension erweitert.“ Laut der Französischsprachigen Vereinigung der Datenschutzbehörden (AFAPDP) sind „personenbezogene Daten grundlegende Elemente der natürlichen Person. Die Person selbst hat damit die alleinigen Rechte an diesen Daten, jedoch sind jene unveräusserlich.“ Das bedeutet, dass personenbezogene Daten eines Menschen nicht verkäuflich sind, und die Rechte an ihnen, über die ein Mensch verfügt, können von ihm nicht abgegeben werden. Diese Position wird von der AFAPDP in einem von der CNIL vorgeschlagenen Beschluss verteidigt.
Das im Recht auf Leben enthaltene Recht auf digitale Integrität wird als Rechtfertigung für alle digitalen Rechte vorgeschlagen. Die Aufnahme des Rechts auf digitale Unversehrtheit in die Grundrechte ermöglicht es, das Recht auf informationelle Selbstbestimmung auf Verfassungsebene einzufordern.

## Bedrohungen
Im Kontext des so genannten Cybermobbings kommt der digitalen Unversehrtheit eine besondere Bedeutung zu: Wohingegen körperliche Versehrungen sichtbar und physisch durch die betroffene Personen erfahrbar sind, verhält sich dies im digitalen (und seelischen) Bereich etwas anders. Hier ist es schwierig, diese digitalen Verletzungen entsprechend zu erkennen und sie vor allem erfassbar zu machen. Häufig sind die Opfer viele Jahre unbemerkt digitalem Missbrauch ausgesetzt. Im Kontext des Cybermobbings wird häufig über den Identitätsdiebstahl und -missbrauch enormer Schaden angerichtet.

## Deutschland
Die Piratenpartei Deutschland hat das Recht auf digitale Integrität in ihr politisches Programm für die Bundestagswahl am 26. September 2021 aufgenommen. Die Piratenpartei schlägt die Änderung des Artikels 2 Absatz 2 des Grundgesetzes der Bundesrepublik Deutschland vor. Der vorgeschlagene Text lautet: „Jeder hat das Recht auf Leben und körperliche und digitale Unversehrtheit. Die Freiheit der Person ist unverletzlich. In diese Rechte darf nur auf Grund eines Gesetzes eingegriffen werden.“

## Costa Rica
In der Legislativversammlung von Costa Rica wurde eine Konferenz zum Thema künstliche Intelligenz und partizipative Demokratie veranstaltet, auf der auch die Entwicklung des Rechts auf digitale Integrität vorgestellt wurde.

## Frankreich
In seiner Rede am 15. Juni 2017 erwähnte der Präsident der Französischen Republik, Emmanuel Macron, den Begriff der digitalen Integrität im Sicherheitskontext der digitalen Gesellschaft: „Cyberkriminalität, Cyberattacken sind Teil unseres täglichen Lebens und in diesem Bereich muss Frankreich nach Exzellenz streben. Indem wir den Schutz persönlicher Daten und digitaler Integrität gewährleisten. Indem wir das tägliche Leben unserer Mitbürgerinnen und Mitbürger schützen.“
Der französische Parlamentarier Bruno Bonnel schlug am 7. Februar 2018 einen Änderungsantrag zum Abgleich von Daten mit einem vermögensrechtlichen und moralischen Wert vor, so dass jede Person die Kontrolle über ihre digitale Integrität besitzt, welche aber nicht akzeptiert wird.

### Stadt Straßburg
Der Stadtrat von Straßburg stimmte am 9. Dezember 2024 einstimmig für einen eingebrachten Antrag für das „Recht auf digitale Integrität der Personen in seinen wichtigsten Grundsätzen, um einen gleichberechtigten und qualitativ hochwertigen Zugang zu öffentlichen Diensten, online und offline, zu gewährleisten“.

## Schweiz

### Politik
Die Piratenpartei Schweiz verurteilt regelmäßig Angriffe auf die digitale Integrität. Andererseits hat die Sozialdemokratische Partei (SP) der Schweiz den Begriff der digitalen Integrität in ihre Politik bezüglich des Internets aufgenommen: «Die SP setzt sich für die Anerkennung und den Schutz der digitalen Integrität der Bürgerinnen und Bürger ein. Die Gewährleistung der digitalen Integrität ist der wichtigste Hebel für das Recht auf informationelle Selbstbestimmung.»
Die «Auswertung des Digitalisierungsmonitors» von Swico hat am 25. September 2019 die Ergebnisse einer Umfrage unter den Kandidaten für die Eidgenössischen Wahlen 2019 veröffentlicht. Auf die Frage «Soll die Schweiz ein Grundrecht auf digitale Integrität in der Verfassung verankern, das das Recht auf informationelle Selbstbestimmung und das Recht auf digitales Vergessen einschliesst?» sprachen sich Kandidaten aller Parteien voll oder eher für ein solches Grundrecht aus – 99 % der Teilnehmer von den Grünen und 55 % der Kandidaten der Schweizerischen Volkspartei (SVP).
Eine parlamentarische Initiative zur Aufnahme des Rechts auf digitale Integrität in die Bundesverfassung war in diesem Sinne am 29. September 2022 von Samuel Bendahan eingereicht. Im Dezember 2023 lehnte der Nationalrat mit 118 zu 65 Stimmen ab, dem Antrag stattzugeben. Die Mehrheit der Staatspolitischen Kommission, die den Text vorberaten hatte, war der Ansicht, dass dieser Zusatz vor allem symbolische Bedeutung haben würde.

### Rechtslehre
Die Rechtsfakultät der Universität Neuenburg / Neuchâtel hat ein Kolloquium zum Thema «Das Recht auf digitale Integrität: echte Innovation oder einfache Evolution des Rechts?» organisiert. Die Akten des Kolloquiums wurden veröffentlicht.

### Gesetz
Ein Entwurf für eine Volksinitiative zielt darauf ab, Artikel 10 der Bundesverfassung der Schweizerischen Eidgenossenschaft um das Recht auf digitale Integrität zu ergänzen.

#### Kanton Basel-Stadt
Im November 2024 reichten mehrere Mitglieder des Großen Rates des Kantons Basel-Stadt eine Motion für ein Grundrecht der digitalen Integrität.

Karte zur Einführung des Rechts auf digitale Integrität in den Schweizer Kantonen

#### Kanton Genf
Im September 2020 wurde im Kanton Genf von der Genfer Sektion der Liberalen Partei (FDP) eine Volksinitiative zur kantonalen Verfassung lanciert, die darauf abzielt, Artikel 21 der Verfassung der Republik und des Kantons Genf um einen Absatz zu ergänzen, der «das Recht auf den Schutz seiner [persönlichen] digitalen Integrität» einbaut. Im November 2020 wurde die Initiative zu Gunsten einer Verfassungsrevision aufgegeben. Der Entwurf des Verfassungsgesetzes wurde am 28. April 2021 eingereicht und sah die Hinzufügung eines neuen Paragraphen vor, der mit dem Entwurf der Initiative identisch ist.
Am 18. Juni 2023 wurde eine Volksabstimmung mit über 94 % angenommen, um mit Artikel 21A wie folgt ein neues Recht in die Kantonsverfassung aufzunehmen:
Art. 21A Recht auf digitale Integrität (neu)
1. Jede Person hat das Recht auf Wahrung ihrer digitalen Integrität.
2. Die digitale Integrität umfasst insbesondere das Recht auf Schutz vor missbräuchlicher Verarbeitung von Daten, die mit ihrem digitalen Leben zusammenhängen, das Recht auf Sicherheit im digitalen Raum, das Recht auf ein Offline-Leben sowie das Recht auf Vergessenwerden.
3. Die Verarbeitung personenbezogener Daten, für die der Staat verantwortlich ist, darf nur dann im Ausland erfolgen, wenn ein angemessenes Schutzniveau gewährleistet ist.
4. Der Staat fördert die digitale Integration und sensibilisiert die Bevölkerung für die Herausforderungen der Digitalisierung. Er setzt sich für die Entwicklung der digitalen Souveränität der Schweiz ein und arbeitet an deren Umsetzung mit.

#### Kanton Jura
Eine parlamentarische Initiative „Garantieren wir digitale Integrität für alle!“ wird am 28. September 2022 von Quentin Haas, Abgeordneter im jurassischen Parlament, eingereicht. Sie wird am 15. Februar 2023 angenommen.

#### Kanton Luzern
Im Juni 2025 reichten mehrere Mitglieder des  Kantonsrat des Kanton Luzern eine Motion für ein Grundrecht der digitalen Integrität.

#### Kanton Neuenburg
Ein Dekretsentwurf zur Änderung der Verfassung wird im Januar 2023 von der sozialistischen Partei vor dem Neuenburger Grossen Rat vorgeschlagen. Die Änderung wurde am 24. November 2024 einer Volksabstimmung unterzogen. Die Einführung der digitalen Integrität in die Verfassung wurde mit 91,51 % der abgegebenen Stimmen angenommen.

#### Kanton Waadt
Im Januar 2023 eine Initiative von rund 40 Abgeordneten eingereichte Initiative schlägt vor, Artikel 15a Schutz der digitalen Integrität in die Verfassung des Kantons Waadt aufzunehmen.

#### Kanton Wallis
Die Kommission 2 des Verfassungsrates über die Grundrechte des Kantons Wallis schlägt die Einführung eines Paragraphen in die zukünftige Verfassung vor, der besagt: «Jeder Mensch hat das Recht auf digitale Integrität.» Am 3. März 2024 wird die Verfassungsänderung jedoch vom Volk abgelehnt.

#### Kanton Zug
Im Juni 2023 reichte die Lokalpartei PARAT beim Kantonsparlament eine Petition ein, welche das Grundrecht auf Digitale Integrität in einem neuen Paragraphen 8bis der Zuger Kantonsverfassung verankern will.

#### Kanton Zürich
Im Februar 2024 begann die Zürcher Piratenpartei eine Unterschriftensammlung für eine kantonale Volksinitiative, um das Grundrecht auf digitale Integrität in die Verfassung aufzunehmen. Am 21. August 2024 wurde diese beim Kanton Zürich mit 9'841 Unterschriften eingereicht (für die Gültigkeit wären 6000 Unterschriften notwendig gewesen).

## Bibliographie
- Le droit à l’intégrité numérique. Réelle innovation ou simple évolution du droit? Université de Neuchâtel, Verlag Helbing Lichtenhahn, 2020, ISBN 978-3-7190-4456-5.
- Alexis Roussel, Grégoire Barbey: Notre si précieuse intégrité numérique : Plaidoyer pour une révolution humaniste. Éditions Slatkine, 2021, ISBN 978-2-8321-1052-2.
- Lusine Vardanyan, Václav Stehlík, Hovsep Kocharyan: Digital Integrity: A Foundation for Digital Rights and the New Manifestation of Human Dignity. In: TalTech Journal of European Studies. Band 12, Nr. 1, 1. Mai 2022, ISSN 2674-4619, S. 159–185, doi:10.2478/bjes-2022-0008 (sciendo.com).